# Spectrum Center
El Spectrum Center (conegut fins a l'abril del 2008 com Charlotte Bobcats Arena, Uptown Arena o "Bobcats") és un pavelló esportiu localitzat a Charlotte (Carolina del Nord). Té 18.500 localitats i és el pavelló dels Charlotte Hornets de l'NBA, i en menor mesura dels Charlotte Checkers de la ECHL i dels Charlotte 49ers. També ho va ser durant la temporada 2006-07 dels Charlotte Sting de la WNBA. Es va inaugurar a l'octubre del 2005 amb un concert dels Rolling Stones i el 5 de novembre del 2005 els Charlotte Bobcats hi van fer el debut. El videomarcador central és el més llarg de tots els de la liga. Quan juguen de locals els Charlotte Checkers el pavelló passa a anomenar-se St. Lawrence Homes Home Ice.

## Esports
Encara que el recinte es va construir especialment per l'arribada dels Bobcats a l'NBA, el pavelló està capacitat per acollir molts tipus d'espectacles, tant esportius com d'entreteniment. Com que Carolina del Nord és un dels bressols del bàsquet universitari, serà la seu del torneig de l'ACC, previ a la Final Four del 2008 de la NCAA. Els Charlotte Checkers de la ECHL van deixar el Cricket Arena per a jugar en el nou pavelló, de la mateixa manera que ho van fer les Charlotte Sting de la WNBA, que van marxar del Charlotte Coliseum al Charlotte Bobcats Arena però amb poc èxit perquè la franquícia va desaparèixer a causa de la poca acollida quant a assistència. També s'hi van dur a terme carreres de NASCAR.

## Espectacles
- The Rolling Stones A Bigger Bang Tour (21 d'octubre del 2005)
- U2 Vertigo Tour (12 de desembre del 2005)
- Dolly Parton (15 de desembre del 2005)
- Clay Aiken (21 de desembre del 2005)
- Aerosmith i Lenny Krawitz (12 de gener del 2006)
- Larry the Cable Guy, (14 de gener del 2006)
- Bon Jovi (18 de gener del 2006)
- WWE Raw (23 de gener del 2006)
- Keith Urban (16 de febrer del 2006)
- Ringling Bros y Barnum & Bailey Circus (22-26 de febrer del 2006)
- WWE Vengeance (25 de juny del 2006)
- American Idols LIVE! Tour 2006 (1 d'agost del 2006)
- Eric Clapton (17 d'octubre del 2006)
- Blue Man Group (17 de novembre del 2006)
- Red Hot Chili Peppers (23 de gener del 2007)
- WWE SmackDown! (19 de juny del 2007)
- ECW (19 de juny del 2007)

## Galeria

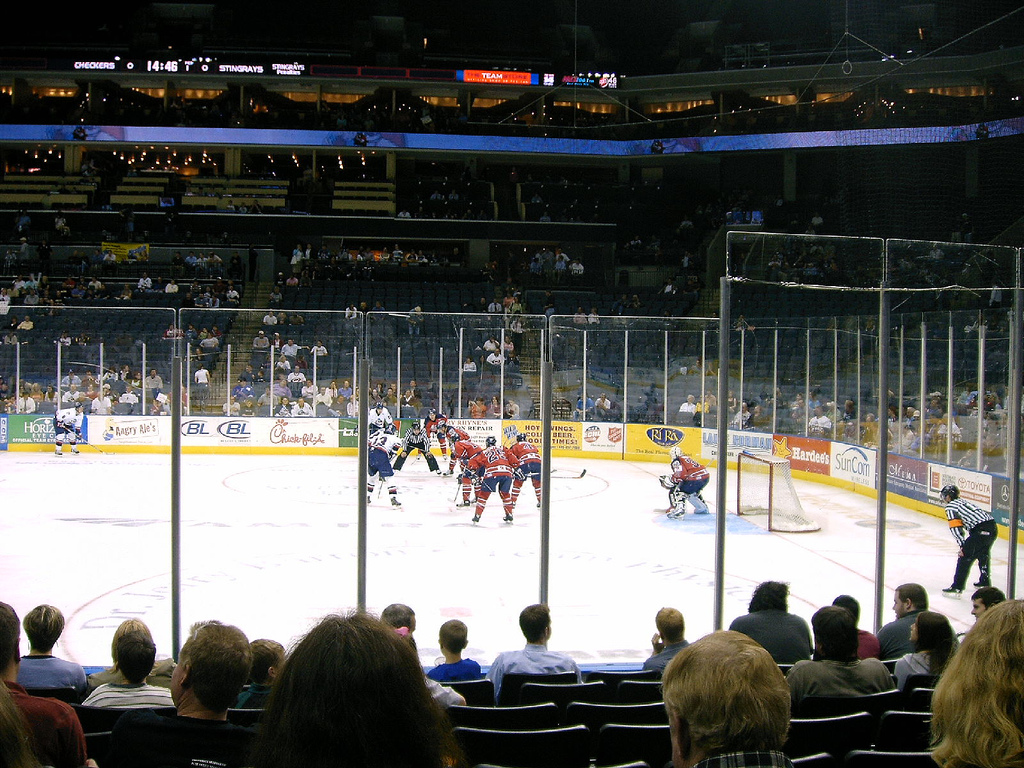
Partit dels Checkers
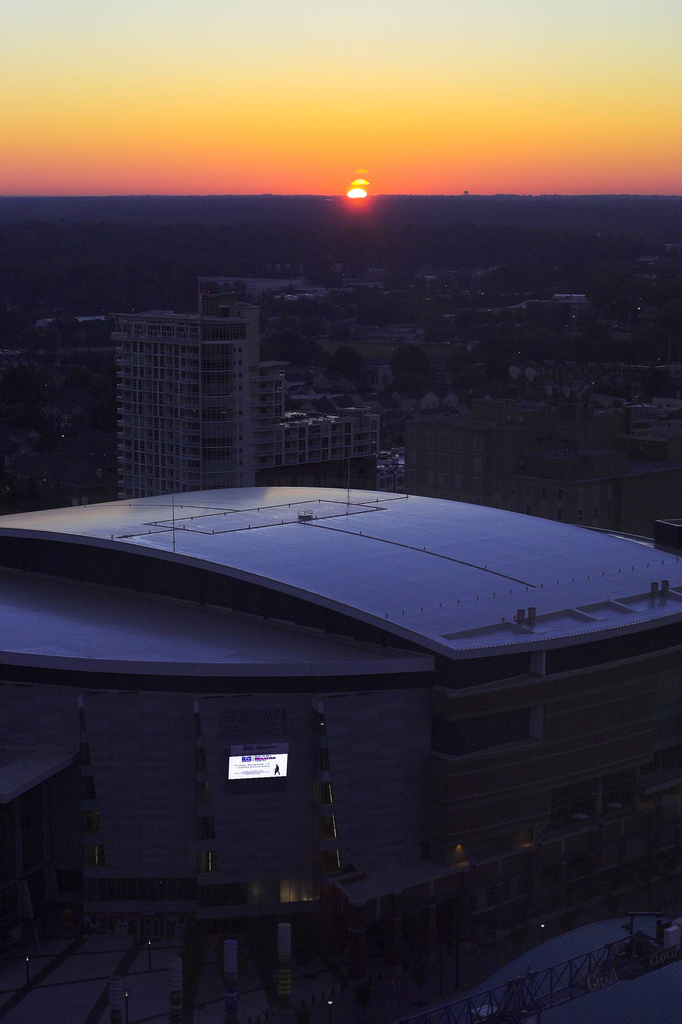
Vista del pavelló
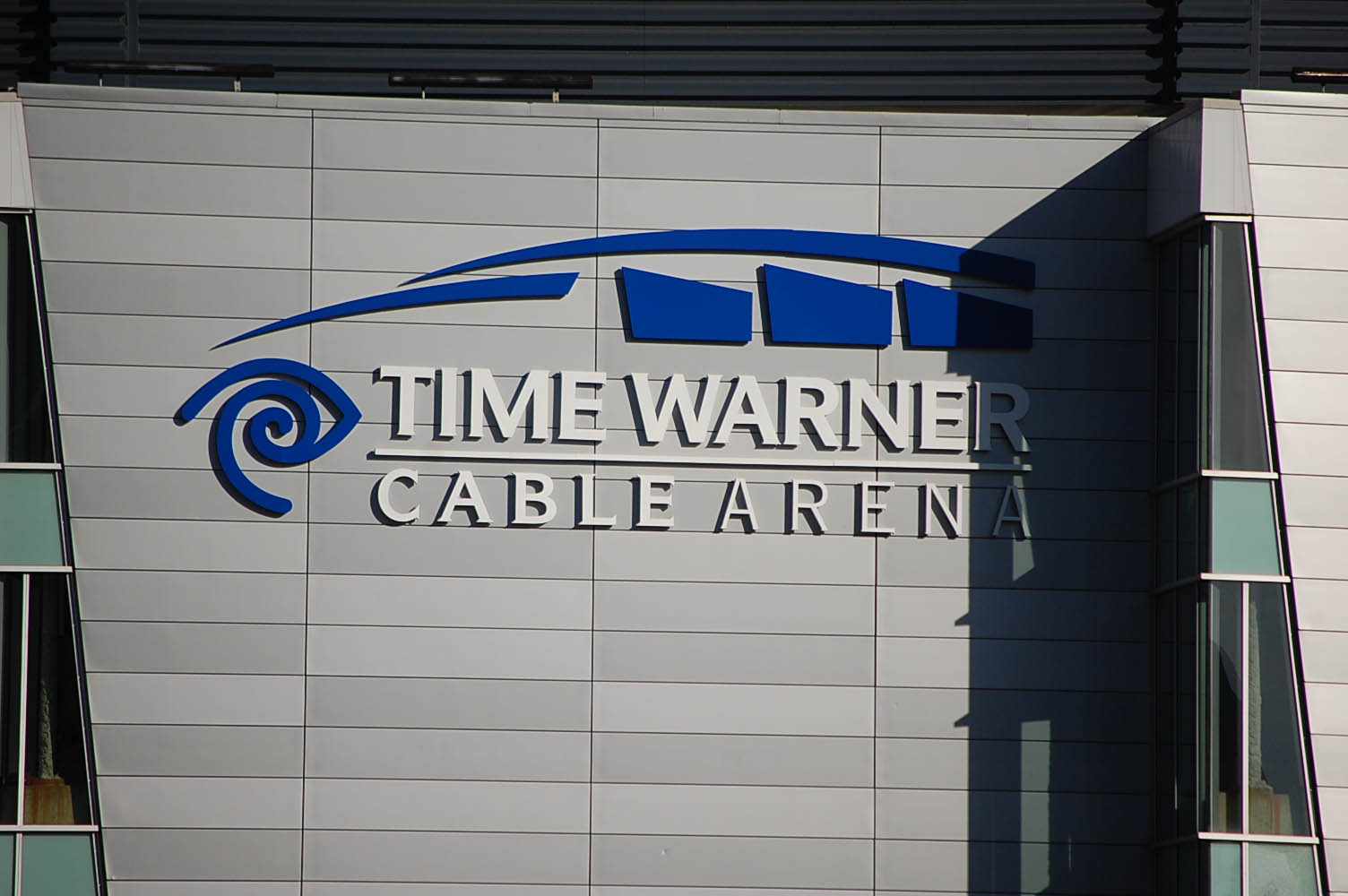
Pavelló
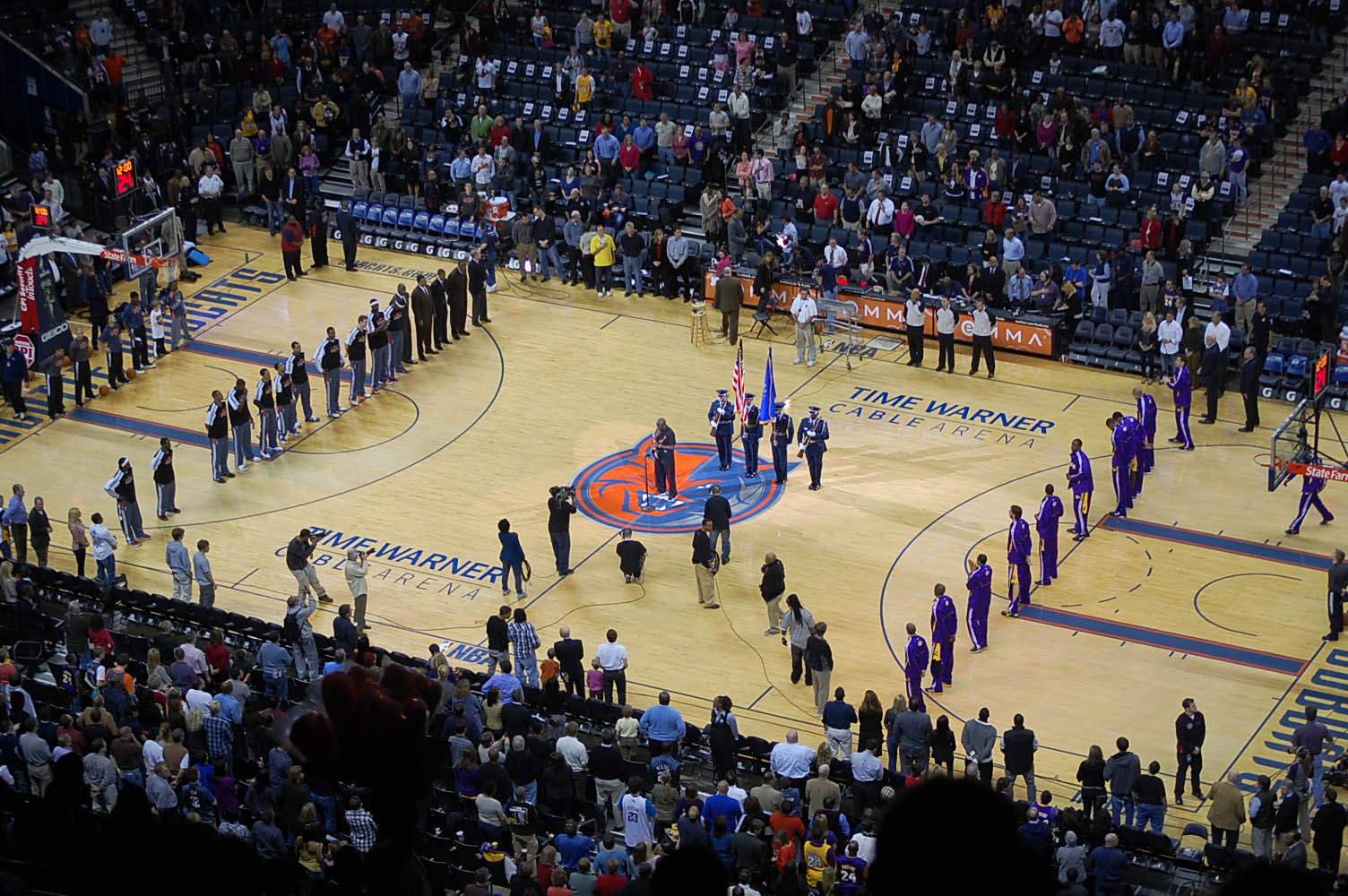
Els lakers a Charlotte